# جیل‌قوا
جیل‌قوا، روستایی از توابع بخش چایپاره شهرستان خوی در استان آذربایجان غربی ایران است.

## جمعیت
این روستا در دهستان قره ضیاءالدین قرار دارد و براساس سرشماری مرکز آمار ایران در سال ۱۳۸۵، جمعیت آن زیر سه خانوار بوده‌است.